# オマセタキシンメペスクシナート
オマセタキシンメペスクシナート（国際一般名、omacetaxine mepesuccinate）は、慢性骨髄性白血病（CML）治療に適応される医薬品化合物である。別名はホモハリングトニン（homoharringtonine、略称: HHT）。商品名はSynriboまたはMyelostat。イチイ科の針葉樹イヌガヤ（Cephalotaxus harringtonii）から1970年に単離・構造決定された天然物であり
、現在は半合成によって製造されている。化合物名はイヌガヤの学名に由来する。2012年10月に、2種類以上のチロシンキナーゼ阻害剤（TKIs）に抵抗性、不忍容性の両方またはいずれか一方の成人CML患者の治療薬としてアメリカ食品医薬品局（FDA）に承認された。

## 使用
オマセタキシンはチロシンキナーゼ阻害剤に対して抵抗性があるまたは忍容性がない慢性骨髄性白血病に患者の治療に使用される。
2009年6月、CML患者に対するオマセタキシン投与について調べた長期非盲検第2相臨床試験の結果が公表された。12か月の治療の後、およそ3分の1の患者が細胞遺伝学的応答を示した。予備的なデータによれば、イマチニブが効果を示さず、薬剤耐性T315I変異を有する患者での研究で、28%の患者において細胞遺伝学的応答が、80%の患者において血液学的応答が達成された。
少人数で行われた第1相臨床試験では、骨髄異形成症候群（MDS、25人）および急性骨髄性白血病（AML、76人）の治療に有益であることが示された。固形がんの患者に対してはオマセタキシンは効果がない。

## 副作用
頻度順:

極めて高頻度（>10%）:

- 下痢
- 骨髄抑制†
- 注入部位反応
- 吐き気
- 疲労感
- 発熱、
- 無力症（英語版）
- 関節痛
- 頭痛
- 咳
- 脱毛
- 便秘
- 鼻血
- 上腹部痛
- 四肢の痛み
- 浮腫
- 嘔吐
- 背部痛
- Grade 4 高血糖
- Grade 3/4 高尿酸血症
- 発疹
- 不眠症

高頻度（1-10%）:
- 発作
- 胃腸出血

† 骨髄抑制は血小板減少、貧血、好中球減少、リンパ球減少を含む（頻度順）。

## 作用機序
オマセタキシンはタンパク質翻訳阻害剤である。オマセタキシンはタンパク質合成の最初の伸長段階を妨げることによってタンパク質翻訳を阻害する。オマセタキシンはリボソームA部位と相互作用し、入ってくるアミノアシル-tRNAのアミノ酸側鎖の正しい位置取りを妨害する。オマセタキシンはタンパク質合成の第一段階のみに作用し、既に翻訳が開始されているmRNAからのタンパク質合成は阻害しない。